# Emilio Savino
Emilio Savino (Genova, 5 marzo 1899 – Novi Ligure, 25 dicembre 1978) è stato un calciatore italiano, di ruolo portiere.

## Carriera
Con la Novese vince il titolo di campione d'Italia nel campionato di Prima Categoria 1921-1922 organizzato dalla F.I.G.C.; in seguito disputa 44 gare subendo 72 reti nei campionati di Prima Divisione 1922-1923 e Prima Divisione 1923-1924, restando alla Novese fino al 1925. Per due stagioni ricopre il ruolo di riserva nel Torino, la seconda delle quali è quella dello scudetto revocato (1926-1927), durante la quale Savino disputa 4 incontri.
In seguito milita nella Vogherese proveniente dall'Alessandria, fino al 1930.

## Palmarès

### Club

#### Competizioni nazionali
- Campionato italiano: 1 (revocato)

Torino: 1926-1927
- Seconda Divisione: 1

Vogherese: 1928-1929
- Campionato italiano: 1

Novese: 1921-1922